# Xanthopimpla trimaculata
Xanthopimpla trimaculata är en stekelart som först beskrevs av Smith 1859.  Xanthopimpla trimaculata ingår i släktet Xanthopimpla och familjen brokparasitsteklar. Inga underarter finns listade i Catalogue of Life.